# Фуа-Вайян, Жан
Жан Фуа́-Вайя́н, часто просто Вайян, в дореволюционном написании Валья́н (фр. Jean Foy-Vaillant; 24 мая 1632 года, Бове — 23 октября 1706 года, Париж) — французский нумизмат, в своих долголетних путешествиях по Италии, Сицилии, Греции, Англии, Голландии, Египту и Персии собравший богатейшие нумизматические коллекции.

## Биография
Сын Жана Фуа (Jean Foy) и Франсуазы Делакруа (Françoise Delacroix), представлявших старинный и зажиточный род в городе Бове. В возрасте трёх лет из-за смерти отца был принят в семью дяди Николя Вайяна (Nicolas Vaillant), который дал ему хорошее образование. Позднее дядя оставил ему наследство — с условием носить его имя наряду с собственным.
Оставив правоведение для изучения медицины, Фуа-Вайян получил звание доктора и занимался на родине (в Бове) врачеванием. Откупщик из окрестностей Бове принёс ему однажды найденные им античные монеты; Вайян заинтересовался и пристрастился к нумизматике. В Париже общался с учёными и понравился Кольберу, который предложил ему путешествовать для обогащения королевского кабинета редкостей.
С самых первых своих поездок в Италию, Сицилию и Грецию Вайян собрал множество редких монет и медалей, которые сделали королевский кабинет одним из выдающихся в Европе. Во втором своем путешествии изыскатель был взят в плен алжирским корсаром, но получил свободу через 4,5 месяца; на обратном пути во Францию счастливо избежал тунисского корсара, однако ему пришлось, чтобы не быть вновь обворованным,  проглотить около 15 золотых старинных монет и, приехав в Марсель, избавляться от своего внутреннего бремени. Вскоре опять уехал, был даже в Египте и Персии и привёз оттуда новые нумизматические сокровища.
При учреждении Академии надписей в 1702 году был избран её членом. В поездках бывал 12 раз в Риме и Италии и два раза в Англии и Голландии. Между путешествиями издавал свои сочинения по нумизматике, обогатившие эту науку и доставившие ему громкую славу.

## Труды
- «Numismata imperatorum Romanorum praestantiora» (1674);
- «Seleucidarum imperium, sive historia regum Siriae ad fidem numismatum accommodata» (Париж, 1681) — о монетах селевкидов;
- «Numismata aerea imperatorum in coloniis etc.» (1688—1697);
- «Historia Ptolemaeorum Aegypti regum ad fidem numismatum accommodata» (Амстердам, 1701) — о монетах династии Птолемеев;
- «Nummi antiqui familiarum romanarum» (1702).